# 1966年のル・マン24時間レース

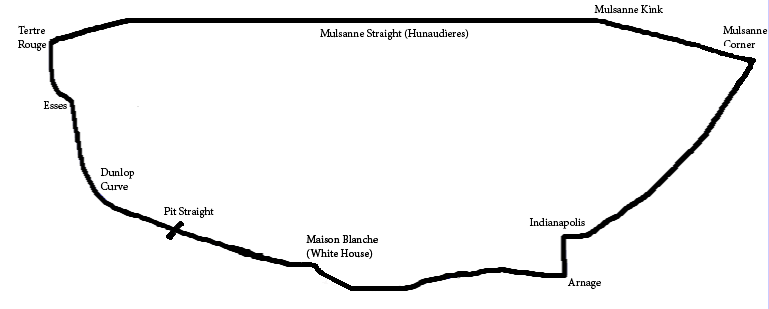
1966年のコース

1966年のル・マン24時間レース（24 Heures du Mans 1966 ）は、34回目のル・マン24時間レースであり、1966年6月18日から6月19日にかけてフランスのサルト・サーキットで行われた。

## 概要
3年目の挑戦となったフォードは引き続きフェラーリを打ち負かすための、金にあかせた物量作戦を継続、7リットルエンジンを搭載したフォード・GT40Mk2を8台出場させた。
出走は55台。
フォードのマシンは弱点を潰したため重量が増えて燃費が悪く、燃料補給のためのピットインをフェラーリよりも頻繁にしなければならなかった。フォードが先行してフェラーリが追いかける展開になったが、ペースアップするフェラーリは運が悪く接触事故やトランスミッションのトラブルに見舞われて全滅した。
レース終盤はフォード同士で1、2位を争う展開で、ほとんど同時のゴールとなった。完走は15台。クリス・エイモン/ブルース・マクラーレン組のフォード・GT40Mk.2、2号車が24時間で4843.090kmを平均速度210.795km/hで走って初優勝、アメリカ車としても初優勝であった。フォードは表彰台独占。